# Phantastes
Phantastes: A Faerie Romance for Men and Woman is een fantasyboek geschreven door de Schotse schrijver George MacDonald. Het werd voor het eerst gepubliceerd in Londen in 1858. Later werd het boek herdrukt door Ballantine Books als het  veertiende deel van de Ballantine Adult Fantasy Series in april 1970. Het boek verscheen in 1974 in het Nederlands onder de titel Droomwereld.
Het boek draait om het personage Anodos (wat "de weg kwijt" of "beklimming" betekent in het Grieks). Het werd geïnspireerd door Duitse romantiek, met name Novalis. Het boek concentreert zich op een jonge man die meegetrokken wordt in een droomachtige wereld en daar jaagt op vrouwelijk schoon, belichaamd als "Marble Lady". Anodos leeft in deze wereld en blijft avonturen beleven tot hij zijn idealen opheeft en terugkeert naar de echte wereld.
Het boek werd geïllustreerd door de aan de Prerafaëlieten verwante schilder Arthur Hughes.
C.S. Lewis schreef, betreffende het lezen van Phantastes op een leeftijd van zestien jaar, als "die nacht werd mijn verbeelding, op de een of andere manier, gedoopt; voor de rest van mezelf was meer tijd nodig. Ik had geen flauw idee waarin ik meegesleurd zou worden toen ik Phantastes kocht".